# شجرة الحب ريشية الأوراق
فلودندرون كمنجه (الاسم العلمي: Philodendron bipennifolium)، هو نبات ينتمي إلى قلقاسية (فصيلة: Araceae).